# Рогачёв, Александр Александрович
Александр Александрович Рогачёв  (7 ноября 1915 — 9 июля 1984) — русский советский поэт.

## Биография
Александр Александрович Рогачёв родился 7 ноября 1915 года в бедной крестьянской семье. Когда Александр Александрович был ещё маленьким, его семья переехала в Ростов-на-Дону.
В Ростове мальчик окончил семилетку, потом кинотехникум. Работать уехал в Киргизскую ССР.
Перед войной окончил Фрунзенское пехотное училище. В первые дни Великой Отечественной войны ушел на фронт. Служил командиром подразделения. В 1942 году был тяжело ранен. После госпиталя служил в военкоматах городов Новосибирск и Камень-на-Оби.
Скончался 9 июля 1984 года в Ростове-на-Дону.

## Творчество
Печататься начал в 1944 году, когда в коллективном сборнике «Родина», вышедшем в Новосибирске появлились его стихи. После демобилизации уехал в Ростов-на-Дону. Там он выступал в печати, работал в местных газетах «Красное знамя», «Молот», в журнале «Дон».
Первая книжка стихов А. Рогачёва «Орехов цвет» была издана в 1948 году.
В разное время выходили сборники стихов поэта: «Знаменосцы мира» (1948—1950), «Любя и веря» (1958), «Лирические строки» (1961), «Стихи. Поэмы» (1965), «Избранная лирика» (1966), «Никаких золотых середин» (1970), «Малиновый снегирь» (1974), «Откровенность» (1975) и другие. В зрелом возрасте он писал преимущественно эпические произведения — поэмы, баллады.
Такие личные качества поэта как справедливость, доброта и принципиальность были отмечены его учеником, поэтом Кудрявцевым И. Н..

## Память

Новая памятная доска

В Ростове-на-Дону на Будённовском проспекте, 56 открыта памятная доска писателю с надписью: «В этом доме с 1963 по 1984 год жил и работал писатель Александр Александрович Рогачёв. 1915—1984».

## Труды
- Рогачёв А. А. Лирические версты. Ростов-на-Дону. Книжн. издательство. 1982.
- Рогачёв А. А. Избранная лирика. М. Молодая гвардия. 1966.
- Рогачёв А. А. Знаменосцы мира. Стихи. Ростов-на-Дону. Росиздат. 1951.
- Рогачёв А. А. Баллады и поэмы. М. Изд. Современник. 1986.
- Рогачёв А. А. Стихотворения и поэмы. М. Изд. Советская Россия. 1983.